# Clara Southmayd Ludlow

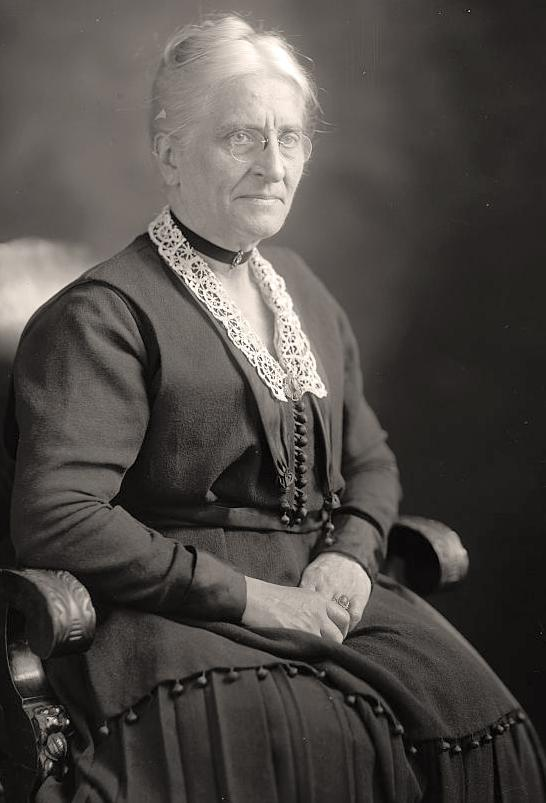
Clara S. Ludlow, nach 1905

Clara Southmayd Ludlow (* 26. Dezember 1852 in Easton, Pennsylvania, USA; † 28. September 1924 in Washington, D.C., USA) war eine US-amerikanische Entomologin. Sie war Chefentomologin am Army Medical Museum in Washington, D.C. Als auf Mücken spezialisierte Taxonomin beschrieb sie im Laufe ihrer Karriere mehrere neue Arten und half bei der Kartierung der Verbreitung von Krankheitsüberträgerarten, insbesondere an Orten, an denen das US-Militärpersonal stationiert war.

## Leben und Werk

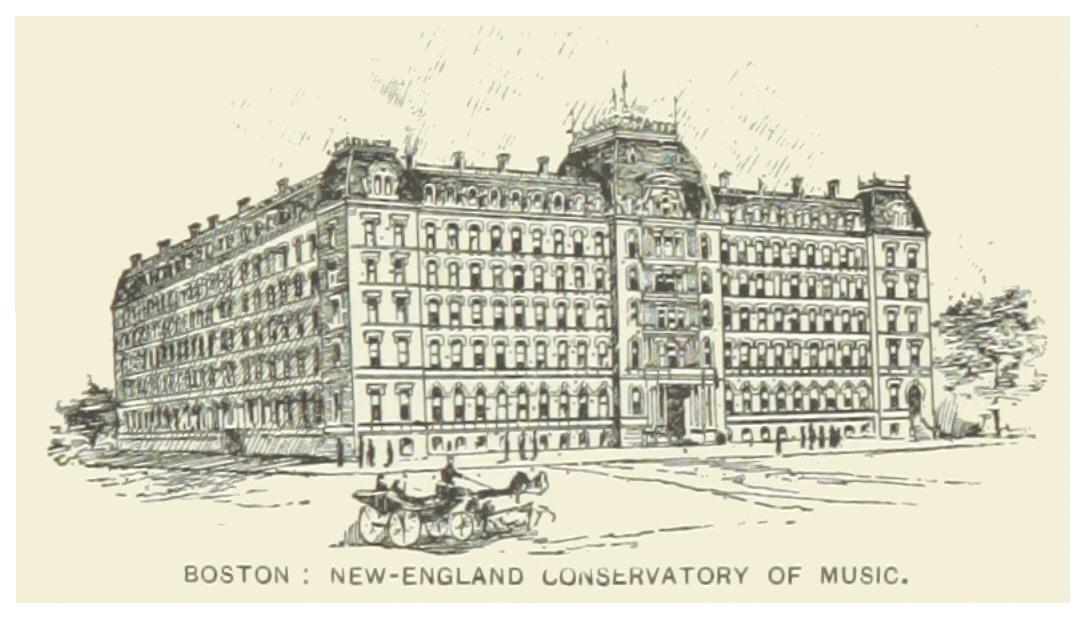
New England Conservatory of Music in Boston, 1891

Ludlow war eine Tochter von drei Kindern des Chirurgen beim 1. Regiment der Pennsylvania Volunteers, Jacob Rapalje Ludlow, und Anna Mary (geb. Hunt) Ludlow. Sie besuchte private Akademien, darunter das Conservatory of Music in Oberlain, Ohio, und wurde 1877 am New England Conservatory of Music in Boston eingeschrieben. Sie schloss ihr Studium 1879 ab. Sie unterrichtete am Monticello Female Seminary in der Nähe von Alton, Illinois und arbeitete gelegentlich als Konzertpianistin.

## Studium und Tätigkeit als Entomologin

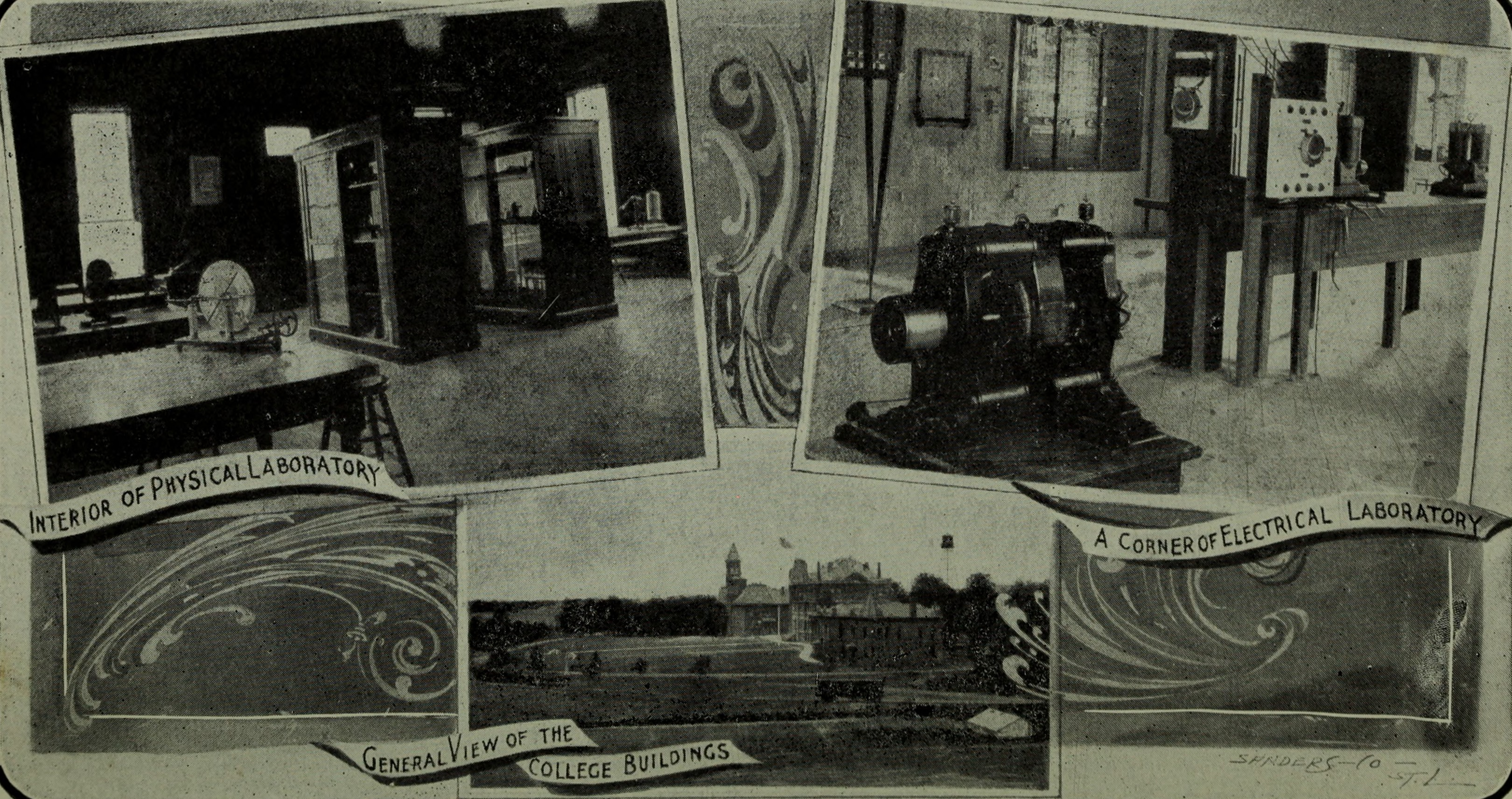
Jahreskatalog des Agricultural and Mechanical College of Mississippi, 1884

Im Jahr 1897 schrieb sie sich am rein männlichen Agricultural and Mechanical College of Mississippi ein, der heutigen Mississippi State University. Sie schloss 1900 ihr Studium mit einem Bachelor of Science in Landwirtschaft ab und erhielt 1901 ihren Master of Science in Botanik. Nach ihrem Abschluss besuchte sie ihren Bruder Henry in Manila. Als Artillerieoffizier der Armee erkrankte dieser an einer Krankheit, die Ludlow zu einem Leben in der Militärmedizin führte. Sie begleitete ihren Bruder zur Behandlung nach Hause und begann mit umfassenden Studien über Mücken und durch Mücken übertragene Krankheiten.

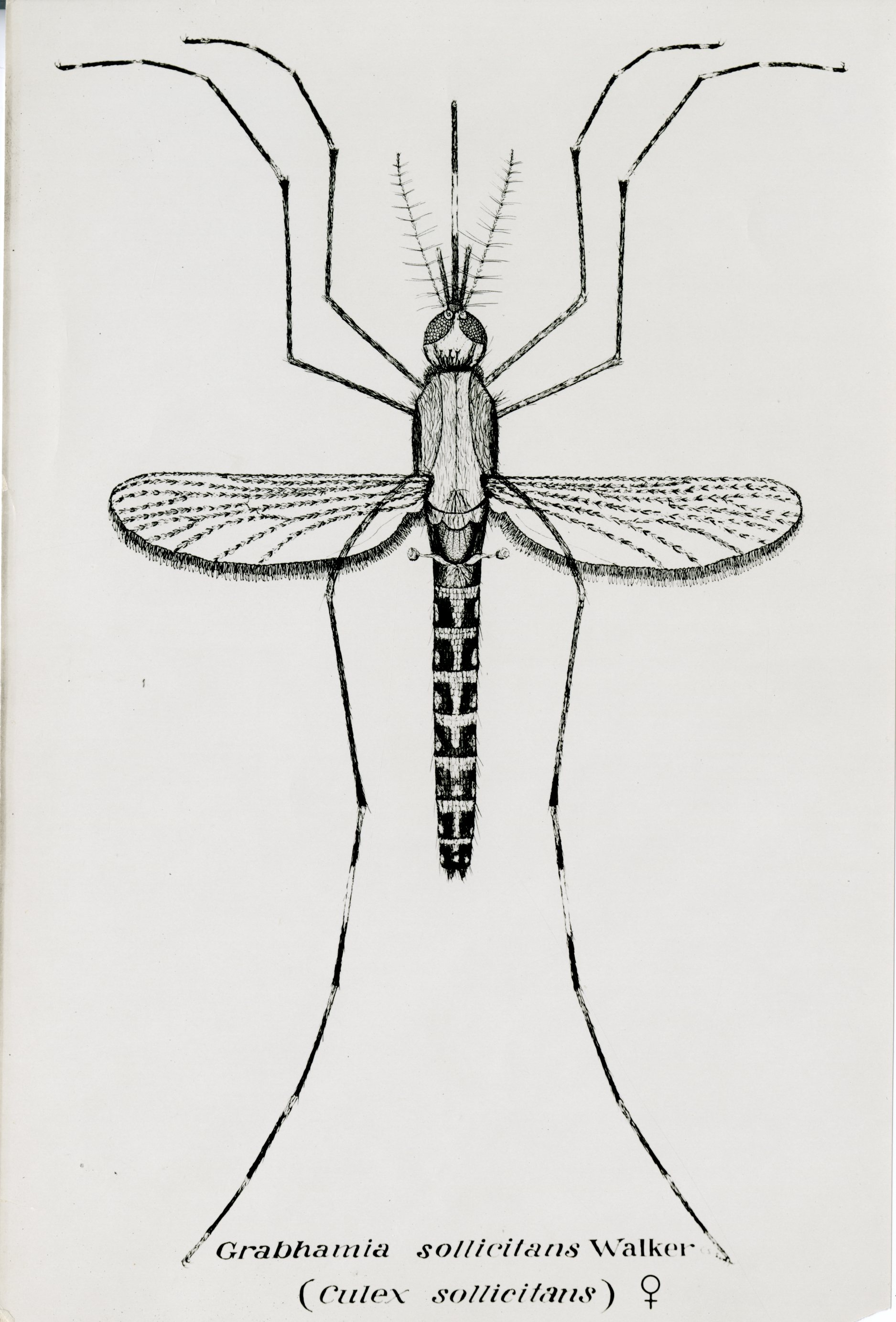
Grabhamia sollicitans (weibliche Mücke). Signiert CS Ludlow, Entomologin für das Army Medical Museum in den 1890er Jahren

Bereits 1903 stand sie in Kontakt mit dem Army Medical Museum und 1904 wurde sie dort Dozentin. Während seiner Arbeit im Panamakanal korrespondierte sie mit William C. Gorgas. 1907 wurde Ludlow Demonstratorin der Histologie und Embryologie an der George Washington University und 1908 promovierte sie dort in Philosophie. Ihre Dissertation trug den Titel The Mosquitoes of the Philippine Islands: The Distribution of Certain Species and Their Occurrence in Relation to the Incidence of Certain Diseases.
Fast zwei Jahrzehnte lang veröffentlichte Ludlow ausführlich über Mücken und die damit verbundenen Krankheiten. Sie war von 1920 bis zu ihrem Tod Chef-Entomologin des Museums und eine der wenigen Frauen auf dem Gebiet der Entomologie.

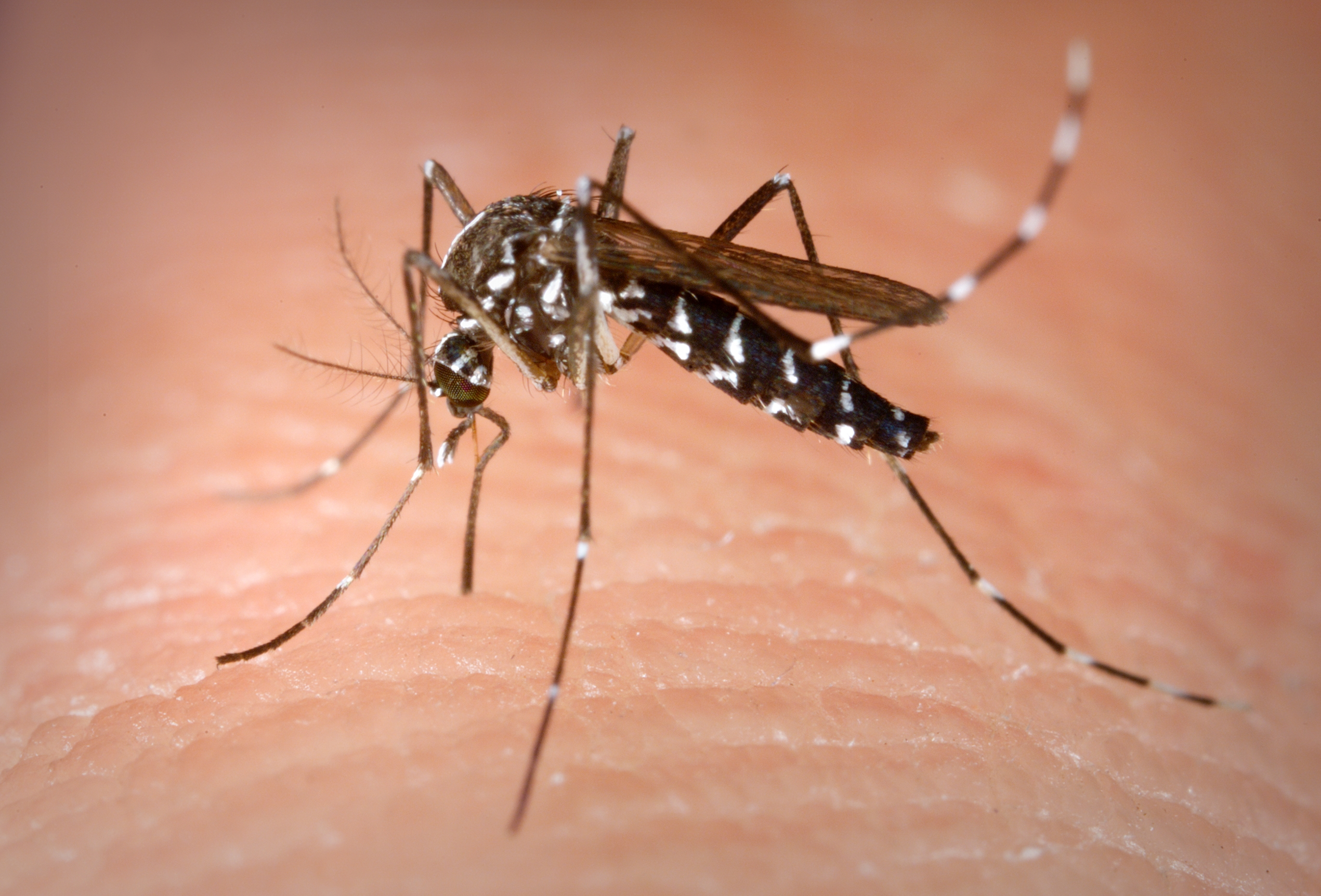
Weibliche Mücke vom Typ Aedes albopictus, die eine Blutmahlzeit von einem menschlichen Wirt erhält

Im Jahr 1905 beschrieb Ludlowe die Morphologie und die Unterschiede zwischen Männchen und Weibchen von Taeniorhynchus sierrensis, die in drei verschiedenen Flüssen in den USA gesammelt wurden. Sie beschrieb Aedes albopictus auch als Stegomyia scutellaris var. samarensis, ohne zu wissen, dass Frederick Askew Skuse bereits einen Artikel veröffentlicht hatte, in dem diese als Culex albopictus beschrieben wurde. Das Vorkommen dieser Mücke auf den Hawaii-Inseln wurde aufgrund der Studien von Ludlow bestätigt. Sie beschrieb auch Anopheles perplexens in Pennsylvania und arbeitete an Mücken aus Nord- und Westindien sowie den Philippinen, wo sie die Mücken beschrieb, die als Krankheitsüberträger dienen. Sie beschrieb auch die Lebenszyklen und Brutpräferenzen verschiedener Culicinae- und Anophelinae-Mücken.
Ludlow war bekannt für ihre berufliche Rivalität mit ihrem Entomologenkollegen Harrison Gray Dyar Jr. Sie tauschten wissenschaftliche Notizen in Veröffentlichungen aus, doch in den letzten Jahren ihres Lebens arbeiteten sie gemeinsam auf dem Gebiet der Taxonomie. Im Jahr nach ihrem Tod benannte Dyer ihr zu Ehren zwei Mückenarten: Uranotaenia clara (Dyer und Shannan 1925) und Uranotaenia ludlowae (Dyer und Shannon 1925).
Ludlow veröffentlichte zur Taxonomie von Mücken und zu durch Mücken übertragenen Krankheiten 49 wissenschaftliche Arbeiten, in denen sie 72 Mückenarten identifizierte und sechs Mückengattungen entdeckte. Sie war die erste Frau, die zum aktiven Mitglied der American Society of Tropical Medicine gewählt wurde.
Sie starb 1924 an den Folgen von Krebs und wurde auf dem Nationalfriedhof Arlington beigesetzt.

## Mitgliedschaften
- American Society of Tropical Medicine
- American Association for the Advancement of Science
- Washington Biological Club
- Cambridge Entomological Club
- Women’s Alliance
- Army Relief
- Woman’s Army and Navy League

## Ehrungen
- 1908: als erste Nicht-Ärztin und Frau Mitglied der American Society of Tropical Medicine and Hygiene (ASTMH)[3]
- Die Clara-Southmayd-Ludlow-Medaille ist die erste Medaille, die nach einer Frau aus der Tropenmedizin benannt wurde.[4]

## Veröffentlichungen (Auswahl)
- The Mosquitos of the Philippine Islands: the distribution of cetain species and their occurrence in relationto the incidence of certain diseases. George Washington University, Washington, D.C., 1908.
- Disease-bearing mosquitoes of North and Central America: the West Indies, and the Philippine islands. Washington, 1914.
- The Philippine mosquitoes. Psyche: A Journal of Entomology. 1911.
- A new Alaskan mosquito. The Canadian Entomologist. 1911.